# (8435) Anser
(8435) Anser ist ein Asteroid des inneren Hauptgürtels, der am 24. September 1960 von dem niederländischen Astronomenehepaar Cornelis Johannes van Houten und Ingrid van Houten-Groeneveld entdeckt wurde. Die Entdeckung geschah im Rahmen des Palomar-Leiden-Surveys, bei dem von Tom Gehrels mit dem 120-cm-Oschin-Schmidt-Teleskop des Palomar-Observatoriums aufgenommene Feldplatten an der Universität Leiden durchmustert wurden.
Der Durchmesser des Asteroiden wurde mit 2,944 (±0,471) km berechnet.
Der italienische Astronom Vincenzo Zappalà definiert in einer Publikation von 1995 (et al.) eine Zugehörigkeit des Asteroiden zur Flora-Familie, einer großen Gruppe von Asteroiden, die nach (8) Flora benannt ist. Asteroiden dieser Familie bewegen sich in einer Bahnresonanz von 4:9 mit dem Planeten Mars um die Sonne. Die Gruppe wird auch Ariadne-Familie genannt, nach dem Asteroiden (43) Ariadne.
(8435) Anser ist nach der Graugans benannt, deren wissenschaftlicher Name Anser anser lautet. Der Grund der Namenswahl: Bei Benennung des Asteroiden war der Bestand der Graugans in den Niederlanden gefährdet (um 1910 in Benelux ausgestorben, 1971 nur zehn Brutpaare). Die Benennung erfolgte am 2. Februar 1999. Inzwischen (Stand: 2010) gibt es fast 500.000 überwinternde Vögel in den Benelux-Staaten, so dass der Bestand nicht mehr als gefährdet eingestuft wird.